# Charles-Honoré d'Albert de Luynes
Cet article possède un paronyme, voir Honoré d'Albert.
Pour les articles homonymes, voir d'Albert.
Charles-Honoré d'Albert, duc de Chevreuse (jusqu'en 1699), puis 3e duc de Luynes, est un aristocrate et militaire français, né le 7 octobre 1646 et mort le 5 novembre 1712.

## Biographie
C'est le fils de Louis-Charles d'Albert de Luynes (1620-1699) , 2e duc de Luynes, et de sa première épouse, Louise-Marie Séguier (1624-1651), marquise d'O, petit-fils de Marie de Rohan (1600-1679), duchesse de Chevreuse. Enfant, c'est à lui sans doute que Blaise Pascal tient ses Trois discours sur la condition des grands. Charles-Honoré d'Albert est un ancien élève de Port-Royal. Il réalise son Grand Tour d'Europe en 1664, en compagnie d'un ami de son père, le président de Monconys.
Il entame une carrière militaire et deviendra, en 1666, commandant du régiment d'Auvergne. Il combat en Hongrie, en Flandres, au siège de Lille où il fut blessé, où il a une attitude que le roi juge lâche. Il trouvera cependant la gloire durant la guerre de Hollande[réf. nécessaire]. Il devient gouverneur de Guyenne (Aquitaine).
En 1667, il épouse Jeanne-Marie, fille de Colbert, dont il aura cinq enfants. Ce mariage fait de lui le beau-frère de Beauvilliers, qui avait épousé une des filles de Colbert. Ils sont les grands-parents du cardinal Paul d'Albert de Luynes. En 1670, le dramaturge Jean Racine lui dédie sa pièce Britannicus.
Il devient alors conseiller de Louis XIV, mais à titre privé et sans faire partie du conseil royal. Il tente notamment de préparer la succession du roi. Aidé de Fénelon et du duc de Beauvilliers, il élabore un projet de monarchie où les aristocrates joueraient un rôle accru face au roi. Le projet est proposé en novembre 1711 sous le nom de Tables de Chaulnes, mais il n'a pas de suite en raison de la mort prématurée l'année suivante du duc de Bourgogne auquel il était dédié.
Son fils, Honoré-Charles (1669-1704), duc de Montfort, épouse la fille du mémorialiste Dangeau et est le père d'un autre mémorialiste, Charles Philippe d'Albert de Luynes. C'est par ce petit-fils, Charles Philippe, que Saint-Simon obtient le Journal de Dangeau, qui sera une base de ses Mémoires. Saint-Simon, son ami fidèle, considérait Chevreuse comme un des grands serviteurs de l'État.

## Mariage et descendance
En 1667, il épouse Jeanne-Marie, fille de Colbert, qui lui donne cinq enfants, dont :
- Honoré-Charles d'Albert de Luynes (né en 1669, et tué le 9 septembre 1704 au siège de Landau in der Pfalz), duc de Chevreuse[1], épouse en 1694 Marie-Anne-Jeanne de Courcillon (décédée le 28 juin 1718), dont :
  - Charles-Philippe d'Albert de Luynes (1695-1758), quatrième duc de Luynes après son grand-père ; marié en 1710 à Louise-Léontine de Bourbon-Soissons (1696-1721 ; fille du chevalier de Soissons et par là héritière en partie des Orléans-Longueville : Dunois, Noyers, Bonnétable, Coulommiers, et prétentions théoriques sur Neuchâtel et Valangin) : d'où la suite des ducs de Luynes
  - Paul d'Albert de Luynes (1703-1788), cardinal et archevêque de Sens

- Marie Anne d'Albert de Luynes, née en 1671, morte à Paris le 17 septembre 1694, mariée en 1686 avec Charles François de Montmorency, duc de Piney Luxembourg, prince d'Aigremont, pair de France, chevalier des Ordres du Roi, lieutenant général des armées du Roi, gouverneur de Normandie, (1662-1726), fils de François Henri de Montmorency, duc de Piney Luxembourg, prince de Tingry, comte de Bouteville, pair de France, maréchal de France, et de Madeleine Charlotte Bonne Thérèse de Clermont-Tonnerre, Dont deux enfants morts en bas âge.

- Louis-Auguste d'Albert d'Ailly (1676-1744), 4e duc de Chaulnes, père entre autres enfants de Louis-Marie vidame d'Amiens (1705-1724), Charles-François (1707-1731) duc de Piquigny et vidame d'Amiens, et Michel Ferdinand (1714-1769 ; 5e duc de Chaulnes)
- Marie Françoise (Saint-Germain-en-Laye, 17 avril 1678 - 3 novembre 1734), dame du palais (1698-1712) de Marie-Adélaïde de Savoie, duchesse de Bourgogne et dauphine de France, épouse Charles-Eugène de Lévis-Charlus, duc de Lévis, dont postérité.

## Iconographie
Le portrait du duc de Chevreuse a été peint par Hyacinthe Rigaud en 1707 pour 150 livres, ce qui correspond bien à un buste, originellement ovale.

## Sources
Christophe Levantal, Ducs et pairs et duchés-pairies laïques à l'époque moderne : (1519-1790), Paris 1996, p. 521.